# Jakob Leonhard Vogel

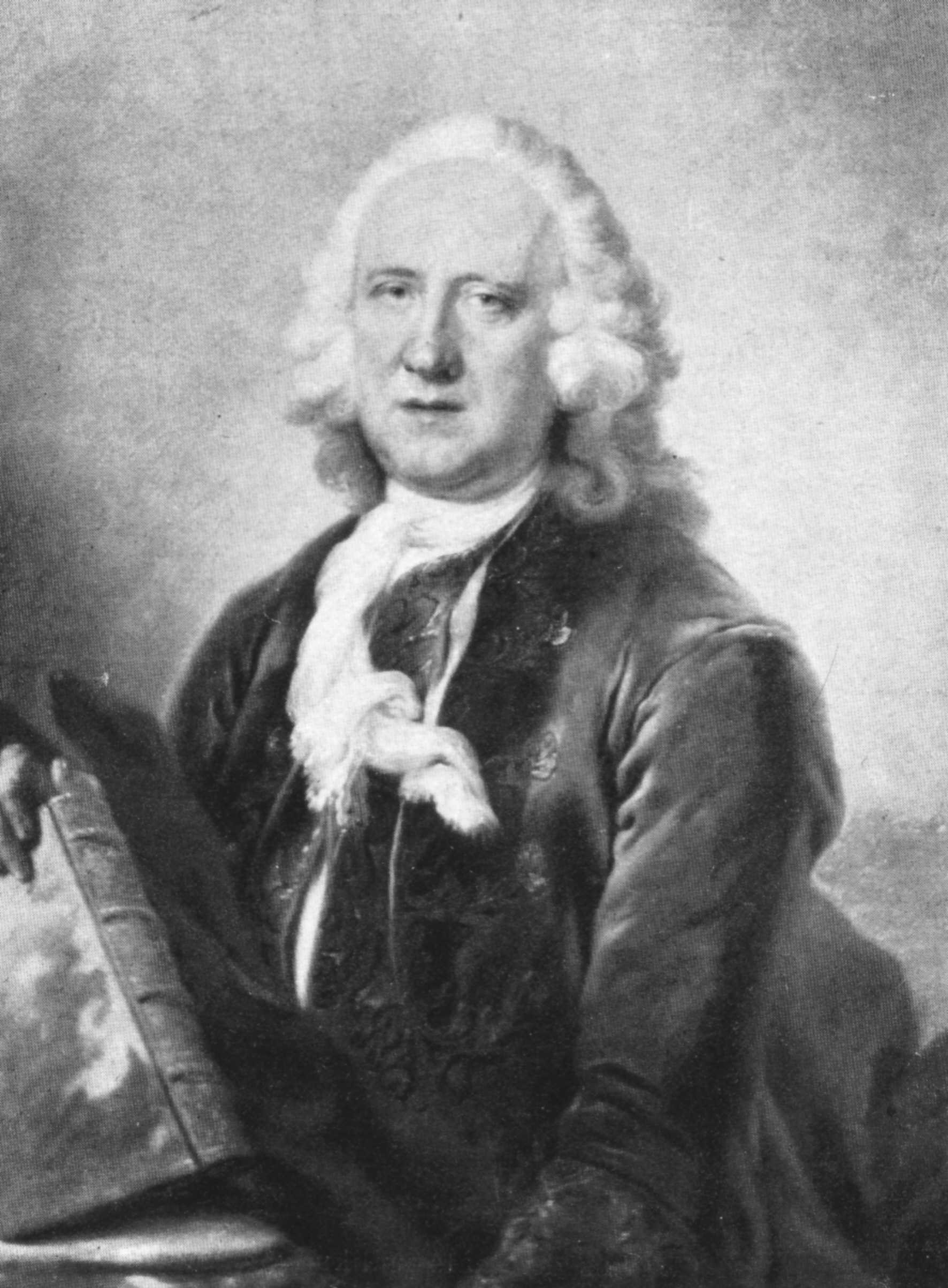
Jakob Leonhard Vogel, porträtiert von Stefano Torelli

Jakob Leonhard Vogel (zeitgenössisch auch Jacob Leonhard Vogel; * 14. Oktober 1694 in Lübeck; † 30. Januar 1781 ebenda) war ein deutscher Chirurg.

## Leben
Vogel, Sohn des Lübecker Wundarztes Adolph Gustav Vogel und dessen Ehefrau Margaretha Dorothea (geb. Siemsen), absolvierte seine chirurgische Ausbildung in Hannover, Halle, Leipzig und Jena. Zu jener Zeit wurde die Chirurgie noch als rein handwerklicher Beruf aufgefasst, der keine akademische medizinische Schulung erforderte. Jedoch hörte Vogel während seiner Ausbildung auch mehrere Semester medizinischer Vorlesungen an den Universitäten seiner jeweiligen Aufenthaltsorte und erwarb sich dadurch umfangreiche Kenntnisse in akademischer Medizin.
Nach Abschluss seiner Ausbildung kehrte Vogel nach Lübeck zurück und praktizierte fortan in seiner Heimatstadt. Sein medizinisches Wissen, das ihn deutlich von den Chirurgen seiner Zeit abhob, verschaffte ihm Ansehen unter den akademisch gebildeten Ärzten und trug zu seinem Erfolg bei. Da ihm die Verbesserung der medizinischen Qualifikation in seinem Berufsstand ein Anliegen war, hielt er in Lübeck anatomische Vorlesungen für die Wundarztgesellen.
Vogel wurde zum Ratschirurgen erhoben, wodurch er auch offiziell als Autorität auf seinem Gebiet in Lübeck ausgewiesen wurde. Daneben erlangte er den Titel eines Herzoglich Mecklenburgisch-Strelitzschen Landphysicus (vermutlich mit Zuständigkeit für das Fürstentum Ratzeburg). Für das 18. Jahrhundert besonders ungewöhnlich war die Tatsache, dass Vogel auch Geburtshilfe leistete, was bis dahin nahezu ausschließlich als Aufgabe der Hebammen galt, und als weithin einziger Spezialist für schwierige Geburten galt. Von 1731 bis zu seinem Tode war er der erste amtlich bestallte Lübecker Hebammenlehrer und arbeitete auch auf dem Gebiet der Geburtshilfe eng mit der Ärzteschaft zusammen.
Von seinen Söhnen wurde Johann Hermann (1740–1801) Arzt in Hamburg und der jüngste Adolph Friedrich Vogel (1748–1785) Arzt in Lübeck und Nachfolger seines Vaters als Hebammenlehrer. 